# Triplophysa bashanensis
Triplophysa bashanensis är en fiskart som beskrevs av Xu och Wang 2009. Triplophysa bashanensis ingår i släktet Triplophysa och familjen grönlingsfiskar. Inga underarter finns listade i Catalogue of Life.